# Saint-Germain-lès-Alluyes
Cet article court présente un sujet plus développé dans : Alluyes et Montboissier.
Saint-Germain-lès-Alluyes est une ancienne commune d'Eure-et-Loir. En 1828, la commune fut supprimée et partagée entre les communes d'Alluyes et de Montboissier par ordonnance royale du 25 mai 1828.

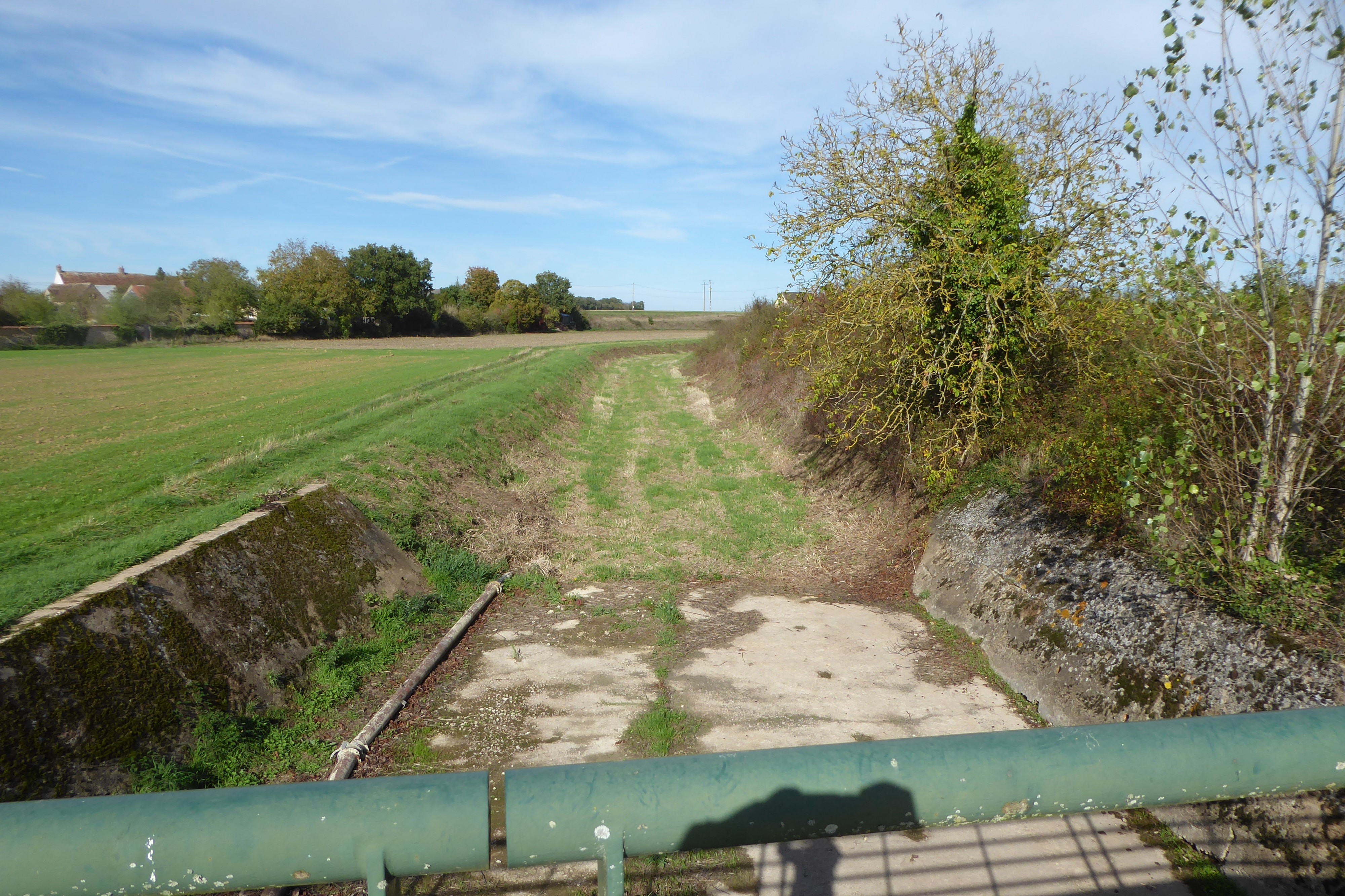
Vallée de Paray ou de la Malorne à Saint-Germain-lès-Alluyes.